# Mwingi (stad)
Mwingi is de hoofdstad van het Keniaanse district Mwingi. De stad had in 1999 10.138 inwoners.